# 블레이크 헤론
블레이크 헤론(Blake Heron, 1982년 1월 11일 ~ 2017년 9월 8일)은 미국의 영화배우이다.
셔먼오크스에서 태어났으며 로스앤젤레스에서 사망하였다. 사인은 인플루엔자이다.

## 영화
- 어 타우전드 정키스 (2017년)
- 댄더라이언 (2004년) - 에디 역
- PM 11:14 (2003년)
- 위 워 솔저스 (2002년) - Sp4 겔렌 번검 역
- 치터스 (2000년)
- G Vs E (1999년)
- 버클리로 간 빛의 천사 토니 (1997년)
- 앤더슨빌 (1996년)
- 샤일로 (1996년)
- 미스테리 특급 2 (1996년)
- 톰과 허크 (1995년)